# Naoko Takeuchi
Naoko Takeuchi (武内直子?, Takeuchi Naoko; Kōfu, 15 marzo 1967) è una fumettista giapponese.

## Biografia
Inizia a disegnare manga fin dalle scuole superiori, finché uno dei suoi primi lavori viene pubblicato sulla rivista Nakayoshi della Kōdansha, che è sempre stata ed è tuttora l'unica casa editrice per cui ha lavorato. La sua opera più nota è il fumetto cult, nonché best seller internazionale, il lungo Pretty Guardian Sailor Moon, interamente scritto e disegnato da lei: grazie alla sua originalità e alla notorietà dell'anime che ne è stato tratto, l'opera è fra le più note espressioni della cultura pop giapponese nel mondo.
Presso Kappa Rivista Italiana #62, Ha intervistato il creatore di Silent Möbius, Kia Asamiya.
Appassionata di materie scientifiche (si è laureata in chimica con specializzazione in farmacia), nel 1999 si è sposata con il collega mangaka Yoshihiro Togashi (Yu Yu Hakusho e Hunter × Hunter), con cui ha due figli, il primo nato nel 2001, e il secondo annunciato dallo stesso Togashi nella consueta nota finale degli autori nel 27º volume di Hunter × Hunter, uscito il 25 dicembre 2009.

## Opere principali

### Manga
La seguente lista contiene le opere di Naoko Takeuchi, maggiori e minori, dal momento del suo debutto:
- Chocolate Christmas (チョコレート·クリスマス Chokorēto Kurisumasu, 1987-1988):
  - Raccolta di 2 storie brevi: Chocolate Christmas, la storia di Ryoko, che sotto Natale si innamora del DJ Choco, e Wink Rain, la storia di Marina, che sogna un ragazzo che lei sa essere il suo grande amore;
- Maria (ま·り·あ Ma-ri-a, 1989-1990):
  - Storia liberamente tratta da Papà Gambalunga di Jean Webster;
- The Cherry Project (Theチェリープロジェクト The Cherī Purojekuto, 1990-1991):
- Codename Sailor V (コードネームはセーラーV Kōdonēmu wa Sērā Bi, 1991-1995):
- Pretty Guardian Sailor Moon (美少女戦士セーラームーン Bishōjo senshi Sērā Mūn, 1992-1997)
- Assembler OX (Capitolo del manga Compiler, in collaborazione con Kia Asamiya, 1993)
- Miss Rain (ミス·レイン Misu Rein, 1993):
  - Raccolta di 5 storie brevi: Miss Rain (1990), Boku no Pierce Girl (La mia Pierce Girl, 1989), July Marmalade Birthday (1989), Maigo no Swing (Ogni volta dopo uno Swing, 1988), Itsumo Isshou ne (Sempre insieme, 1987);
- Prism Time (プリズム·タイム Purizumu Taimu, 1986-1997):
  - Raccolta di storie brevi dai primi lavori fino agli anni 90. Sono usciti due volumi, pubblicati nel 1995 e nel 1997:
    - Nel primo volume sono stati pubblicati i manga: Gradation 1 Tamaki-Peppermint (1987), Gradation 2 Saura-Sunset (1987), Gradation 3 Mizuki-Moonglow(1987) e Gomen ne Wednesday (scusami mercoledì, 1988);
    - Nel secondo volume sono stati pubblicati i manga: Rain Kiss, Yume Miru Rainy Button (In sogno vedo Rainy Button, 1987), Secret na kata omoi (Secret di una parte di pensieri, 1986), Love Call (1986) e Yume ja nai no ne (Non era un sogno, 1985);
- Nerima Queen (Capitolo del manga Compiler, in collaborazione con Kia Asamiya, 1994)
- PQ Angels (PQエンジェルス PQ Enjerusu, 1997):
- Princess Naoko Takeuchi's Return-to-Society Punch!! (1998-2004):
- Toki☆Meka! (とき☆メカ! Toki☆Meka!, 2001):
- Love Witch (ラブ ウィッチ Rabu Witchi, 2002):
- Toki☆Meca! (とき☆めか! Toki☆Meca!, 2005-2006)

### Illustrazioni
- Mermaid Panic Volumi 1-3 (scritto da Marie Koizumi)
- Atashi no Wagamama, (scritto da Marie Koizumi)
- Zettai, Kore o Ubbatte Miseru (scritto da Marie Koizumi)
- Maria (ま·り·あ Ma-ri-a) (scritto da Marie Koizumi)

### Libri
- Oboo-nu- to Chiboo-nu- (Il Grande Boonu e il Piccolo Boonu, illustrata da Yoshihiro Togashi)
  - Un libro per bambini scritto per il compleanno del figlio.

### Testi di canzoni
Naoko Takeuchi ha scritto i testi delle seguenti canzoni appartenenti all'anime e al live action di Sailor Moon:
- Ai Kotoba wa Moon Prism Power Make-Up! (合コトバはムーン・プリズム・パワー・メイク・アップ, La password è Moon Prism power make up!) canzone d'immagine di Usagi Tsukino della prima serie di Bishōjo senshi Sailor Moon
- I am Sailor Moon canzone d'immagine di Usagi Tsukino della seconda serie Sailor Moon R
- Ai wo Shinjiteru (愛をしんじてる, Credere nell'amore) canzone d'immagine di Usagi Tsukino della quinta serie Sailor Moon Sailor Stars
- Ashita mo mata Jitensha (あしたもまた自転車, Andare in bicicletta fino a domani) canzone d'immagine di Ami Mizuno della quinta serie Sailor Moon Sailor Stars
- Hottokenai Yo (ほっとけないよ, Non posso lasciarla sola) canzone d'immagine di Ami Mizuno e Rei Hino della prima serie di Bishōjo senshi Sailor Moon
- Honoo no Sogekisha (Flame Sniper) (の狙撃者（フレイム・スナイパー）, Cecchino della fiamma (Flame Sniper)) canzone d'immagine di Rei Hino della quinta serie Sailor Moon Sailor Stars
- We Believe You canzone d'immagine di Makoto Kino della quinta serie Sailor Moon Sailor Stars
- Route Venus canzone d'immagine di Minako Aino
- Ai no megami no How to Love (愛の女神のハウ・トゥ・ラヴ, La Dea dell'amore del How to Love) canzone d'immagine di Minako Aino della quinta serie Sailor Moon Sailor Stars
- Initial U canzone d'immagine di Haruka Ten'ou
- Senshi no Omoi (戦士の想い, I sentimenti di una guerriera) canzone d'immagine di Michiru Kaiou
- Luna! (ルナ！) canzone d'immagine di Luna
- Maboroshi no Ginzuishou (幻の銀水晶, Cristallo d'argento illusorio)
- Sailor Team no Theme (セーラーチームのテーマ, Il tema del Sailor Team)
- Chikara wo Awasete (力を合わせて, Potere combinato) canzone d'immagine di Taiki Kou
- Ginga Ichi Mibun Chigai na Kataomoi (銀河一身分違いな片想い, Una galassia di differenza: amore a senso unico) canzone d'immagine di Seiya Kou
- Mayonaka Hitori (真夜中ひとり, Solo a mezzanotte) canzone d'immagine di Yaten Kou
- Nagareboshi He (流れ星へ, Per la stella cadente) singolo delle Three Lights
- Todokanu Omoi: My Friend's Love (とどかぬ想い：Ｍｙ Ｆｒｉｅｎｄ'ｓ Ｌｏｖｅ, Sentimenti irraggiungibili: My Friend's Love) singolo delle Three Lights
- Golden Queen Galaxia (ゴールデン・クイーン・ギャラクシア) canzone d'immagine di Sailor Galaxia
- Princess Moon seconda sigla di chiusura della prima serie di Bishōjo senshi Sailor Moon
- Tuxedo Mirage sigla di chiusura della terza serie Sailor Moon S
- "Rashiku" Ikimasho (“らしく” いきましょう, Andrò con me stessa) sigla di chiusura della quarta serie Sailor Moon SuperS
- Sailor Star Song sigla di apertura della quinta serie Sailor Moon Sailor Stars
- Kirari☆SailorDream! (キラリ☆セーラードリーム!, Scintillante☆SailorDream!) sigla di apertura di Bishōjo senshi Sailor Moon
- Over Rainbow Tour canzone d'immagine di Usagi Tsukino in Bishōjo senshi Sailor Moon
- Katagoshi ni Kinsei (Venere sulle spalle) canzone d'immagine di Minako Aino in Bishōjo senshi Sailor Moon

## Premi
Naoko Takeuchi ha vinto numerosi premi tra cui il 2º premio Nakayoshi Comic per i nuovi arrivati, di Yume ja nai no ne (Non era un sogno) nel 1985. Inoltre per "Love Call" ha vinto il premio per i nuovi artisti della Nakayoshi che ha debuttato nel settembre 1986 su Nakayoshi Deluxe. Nel 1993 ha vinto il 17º Kodansha Manga Award per il manga shōjo di Sailor Moon.